# Пошук найдовшої спільної підпослідовності

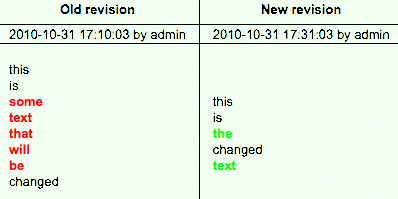
Приклад порівняння двох версій файлу на основі їх найдовшої спільної підпослідовності (чорний)

Пошук найдовшої спільної підпослідовності (англ. longest common subsequence, LCS) — це завдання пошуку послідовності, яка є підпослідовністю кількох послідовностей (зазвичай — двох). Часто завдання визначається як пошук всіх найбільших спільних підпослідовностей. Ця задача відрізняється від пошуку найдовшого спільного підрядка: на відміну від підрядків, підпослідовності не повинні займати суміжні позиції в оригінальних послідовностях. Це класична задача інформатики, яка має застосування, зокрема, в задачі порівняння текстових файлів (утиліта diff), а також у біоінформатиці.
Підпослідовність можна отримати з деякої послідовності, якщо видалити з неї деяку множину елементів (можливо, порожню). Наприклад, BCDB є підпослідовністю послідовності ABCDBAB. Також вона буде підпослідовністю послідовності XBXCDXBX. Послідовність Z є спільною підпослідовність послідовностей X і Y, якщо Z є підпослідовністю як X, так і Y. Потрібно для двох послідовностей X і Y знайти спільну підпослідовність найбільшої довжини. Зауважимо, що таких підпослідовностей може бути кілька.

## Вирішення задачі
Порівняємо два методи рішення: повний перебір і динамічне програмування.

### Повний перебір
Існують різні підходи при вирішенні даної задачі. Один з них — повний перебір. Ми порівнюємо кожен елемент рядка X з кожним елементом рядка Y, тобто {\displaystyle 2^{n}} — час роботи такого алгоритму.

### Метод динамічного програмування
Спочатку знайдемо довжину найбільшої підпослідовності. Припустимо, ми шукаємо рішення для випадку (n1, n2), де n1, n2 — довжина першого та другого рядків. Нехай вже існують рішення для всіх підзадач (m1, m2), менших заданої. Тоді задача (n1, n2) зводиться до підзадач наступним чином:
{\displaystyle f(n_{1},n_{2})=\left\{{\begin{array}{ll}0,&n_{1}=0\lor n_{2}=0\\f(n_{1}-1,n_{2}-1)+1,&s[n_{1}]=s[n_{2}]\\max(f(n_{1}-1,n_{2}),f(n_{1},n_{2}-1)),&s[n_{1}]\neq s[n_{2}]\end{array}}\right.}
Тепер повернемося до задачі побудови підпослідовності. Для цього в наявний алгоритм для кожної задачі додають запам'ятовування тих підзадач, через які вона вирішується. Наступною дією, починаючи з останнього елемента, піднімаємося до початку за напрямками, заданим першим алгоритмом, і записуємо символи в кожній позиції. Це і буде відповіддю в цій задачі.
Очевидно, що час роботи алгоритму буде {\displaystyle \mathrm {O} \,(n_{1}\cdot n_{2})}[джерело?].

## Реалізація алгоритму

### С++
```
    
string
 
getLongestCommonSubsequence
(
const
 
string
&
 
a
,
 
const
 
string
&
 
b
)

    
{

        
vector
<
vector
<
int
>
 
>
 
max_len
;

        
max_len
.
resize
(
a
.
size
()
 
+
 
1
);

        
for
(
int
 
i
 
=
 
0
;
 
i
 
<=
 
static_cast
<
int
>
(
a
.
size
());
 
i
++
)

            
max_len
[
i
].
resize
(
b
.
size
()
 
+
 
1
);

        
for
(
int
 
i
 
=
 
static_cast
<
int
>
(
a
.
size
())
 
-
 
1
;
 
i
 
>=
 
0
;
 
i
--
)

        
{

            
for
(
int
 
j
 
=
 
static_cast
<
int
>
(
b
.
size
())
 
-
 
1
;
 
j
 
>=
 
0
;
 
j
--
)

            
{

                
if
(
a
[
i
]
 
==
 
b
[
j
])

                
{

                    
max_len
[
i
][
j
]
 
=
 
1
 
+
 
max_len
[
i
+
1
][
j
+
1
];

                
}

                
else

                
{

                    
max_len
[
i
][
j
]
 
=
 
max
(
max_len
[
i
+
1
][
j
],
 
max_len
[
i
][
j
+
1
]);

                
}

            
}

        
}

        
string
 
res
;

        
for
(
int
 
i
 
=
 
0
,
 
j
 
=
 
0
;
 
max_len
[
i
][
j
]
 
!=
 
0
 
&&
 
i
 
<
 
static_cast
<
int
>
(
a
.
size
())
 
&&
 
j
 
<
 
static_cast
<
int
>
(
b
.
size
());
 
)

        
{

            
if
(
a
[
i
]
 
==
 
b
[
j
])

            
{

                
res
.
push_back
(
a
[
i
]);

                
i
++
;

                
j
++
;

            
}

            
else

            
{

                
if
(
max_len
[
i
][
j
]
 
==
 
max_len
[
i
+
1
][
j
])

                    
i
++
;

                
else

                    
j
++
;

            
}

        
}

        
return
 
res
;

    
}

```

### Ruby
```
#>> a = "aaaaabbbb34354354345"

#>> b = "abbb34aaabbbb"

#>> longest_common_subsequence(a, b)

#=> "aaaabbbb"

  
def
 
longest_common_subsequence
(
a
,
 
b
)

    
max_len
 
=
 
Array
.
new
(
a
.
size
 
+
 
1
,
 
0
)

    
max_len
.
map!
 
{
Array
.
new
(
b
.
size
 
+
 
1
,
 
0
)}

    
(
a
.
size
 
-
 
1
)
.
downto
(
0
)
 
do
 
|
i
|

      
(
b
.
size
 
-
 
1
)
.
downto
(
0
)
 
do
 
|
j
|

        
if
 
a
[
i
]
 
==
 
b
[
j
]

          
max_len
[
i
][
j
]
 
=
 
1
 
+
 
max_len
[
i
+
1
][
j
+
1
]

        
else

          
max_len
[
i
][
j
]
 
=
 
[
max_len
[
i
+
1
][
j
]
,
 
max_len
[
i
][
j
+
1
]].
max

        
end

      
end

    
end

    
res
 
=
 
""

    
i
 
=
 
0

    
j
 
=
 
0

    
while
 
max_len
[
i
][
j
]
 
!=
 
0
 
&&
 
i
 
<
 
a
.
size
 
&&
 
j
 
<
 
b
.
size

      
if
 
a
[
i
]
 
==
 
b
[
j
]

        
res
 
<<
 
a
[
i
]

        
i
 
+=
 
1

        
j
 
+=
 
1

      
else

        
if
 
max_len
[
i
][
j
]
 
==
 
max_len
[
i
+
1
][
j
]

          
i
 
+=
 
1

        
else

          
j
 
+=
 
1

        
end

      
end

    
end

    
res

  
end

```

### Python
```
def
 
lcs
(
a
,
 
b
):

    
n
,
 
m
 
=
 
len
(
a
)
 
+
 
1
,
 
len
(
b
)
 
+
 
1

    
f
 
=
 
[[
0
]
 
*
 
m
 
for
 
i
 
in
 
range
(
n
)]

    
for
 
i
 
in
 
range
(
1
,
 
n
):

        
for
 
j
 
in
 
range
(
1
,
 
m
):

            
f
[
i
][
j
]
 
=
 
f
[
i
-
1
][
j
-
1
]
 
+
 
1
 
if
 
a
[
i
-
1
]
 
==
 
b
[
j
-
1
]
 
else
 
max
(
f
[
i
-
1
][
j
],
 
f
[
i
][
j
-
1
])

    
i
,
 
j
 
=
 
len
(
a
),
 
len
(
b
)

    
res
 
=
 
''

    
while
 
f
[
i
][
j
]
 
>
 
0
:

        
if
 
f
[
i
][
j
]
 
==
 
f
[
i
][
j
-
1
]:

            
j
 
-=
 
1

        
elif
 
f
[
i
][
j
]
 
==
 
f
[
i
-
1
][
j
]:

            
i
 
-=
 
1

        
else
:

            
res
 
=
 
a
[
i
-
1
]
 
+
 
res

            
i
 
-=
 
1

            
j
 
-=
 
1

    
return
 
res

```